# Wilhelm Krautwaschl
Wilhelm Krautwaschl (Gleisdorf, 5 de março de 1963) é um prelado católico romano austríaco. Ele é bispo de Graz-Seckau desde 2015.

## Biografia
Foi ordenado sacerdote em 1 de julho de 1990 e incardinado na Diocese de Graz-Seckau. Por vários anos ele trabalhou como pastor. Em 2006 tornou-se reitor do seminário de Graz e em 2009 assumiu o mesmo cargo no instituto episcopal Augustinum.
Em 16 de abril de 2015, o Papa Francisco o nomeou bispo diocesano da Diocese de Graz-Seckau. Foi consagrado em 14 de junho de 2015 pelo Metropolita de Salzburgo - Arcebispo Franz Lackner. Os co-consagradores foram os dois predecessores de Krautwaschl, os ex-bispos Johann Weber e Egon Kapellari.